# にっぽんのミンイ
『にっぽんのミンイ』は、2012年10月15日から2013年3月21日まで一部のフジテレビ系列局で生放送されていた視聴者参加型のミニ番組である。

## 概要
パソコン・携帯電話（スマートフォン）の番組公式ホームページにて、視聴者にリアルタイムでアンケートを実施。その結果を生放送で発表する。2012年12月18日からはmixiに設置された特設ページから、2013年2月25日からはデータ放送からも投票できるようになった。
アンケートの質問は、主に放送当日（日付上は前日）や近日中に行われる出来事から出題される。回答は「A」「B」の二択から選択でき、投票受付は放送当日の24:00頃から番組放送中の結果発表直前まで行われる（2012年12月17日からは投票開始時刻が21時からに繰り上げ）。投票受付終了後、番組内で「A」「B」それぞれの集計結果がパーセンテージが発表され、さらに番組の公式サイトでは性別・年齢ごとの結果を過去の放送分も含め確認できる。
木曜日の内容
2012年12月13日までは木曜の放送のみ1回2問となっていた。
2012年12月20日からは質問数が1問になったが、杏梨が街頭ビジョンなどを通じて出演し、投票の呼びかけを行ったり、街の人や著名人に対して同様の質問を行った映像を流すようになった。
番組は、工場の機械のようなものを上から下に流れるように映し出すイメージの、CGで制作されている。CGの中のテレビ画面には、番組放送当日（日付上は前日）にフジテレビで放送された報道番組のVTRがいくつか映し出される。また、画面左側では投票受付終了の60秒前からカウントダウンがされる。番組の最後には、「SPECIAL THANKS」として投票に参加した人数が表示される。
番組では、毎回一つの曲をBGMとして使用していた。2012年11月22日以前の放送では、月曜から木曜までの1問目に共通の曲、木曜2問目のみ異なる曲が使用され、同年11月26日以降の放送では、芸能人や視聴者などからリクエストされた毎回異なる曲が使用された。
LINEの番組公式アカウントを設けている。
番組は2013年3月21日をもって放送を終了し、同年4月以降のこの時間帯は『ハマ3(ハマサーン)』を放送。

## 出演者
- 杏梨ルネ（フジテレビアナウンサー） - 架空のCGキャラクター。

## 放送リスト
|     | 放送日時        | 質問                                              | 選択肢                                            | 選択肢                                            | 結果 （%）                                        | 回答者数                                          | BGM                                                                       | 関連ニュース |
| A   | 放送日時        | 質問                                              | B                                                 |                                                   | 結果 （%）                                        | 回答者数                                          | BGM                                                                       | 関連ニュース |
| --- | --------------- | ------------------------------------------------- | ------------------------------------------------- | ------------------------------------------------- | ------------------------------------------------- | ------------------------------------------------- | ------------------------------------------------------------------------- | --- |
| Q1  | 2012年 10月15日 | テレビよりネットが好き?                           | YES                                               | NO                                                | YES （63 - 37）                                   | 509人                                             | 南の島のハメハメハ大王                                                    | 番組スタート |
| Q2  | 10月16日        | ザッケローニは日本にベストな監督?                 | YES                                               | NO                                                | YES （76 - 24）                                   | 438人                                             | 南の島のハメハメハ大王                                                    | 親善試合でブラジルに大敗 |
| Q3  | 10月17日        | ネット上で別人になりすましたことがある?           | YES                                               | NO                                                | NO （28 - 72）                                    | 534人                                             | 南の島のハメハメハ大王                                                    | パソコン遠隔操作事件が発生 |
| Q4  | 10月18日        | 沖縄の米軍基地問題に自分は無関心だと思う?         | YES                                               | NO                                                | NO （46 - 54）                                    | 718人                                             | メリー・クリスマス・ ミスター・ローレンス                                 | 在日米軍による事件が多発 |
| Q5  | 10月18日        | あなたにはどうしても叶えたい夢がある?             | YES                                               | NO                                                | YES （69 - 31）                                   | 3161人                                            | ライディーン                                                              | 山中伸弥教授がノーベル生理学・医学賞受賞 三浦知良が2012 FIFAフットサルワールドカップ出場                                                                              |
| Q6  | 10月22日        | 女性は内面よりも外見が大事だと思う?               | YES                                               | NO                                                | NO （42 - 58）                                    | 806人                                             | 情熱の薔薇                                                                | ミス・インターナショナルで吉松育美が日本人初の優勝 |
| Q7  | 10月23日        | いまの日本の政治には完全に失望している?           | YES                                               | NO                                                | YES （81 - 19）                                   | 1074人                                            | 情熱の薔薇                                                                | 田中慶秋が就任3週間で法務大臣を辞任 |
| -   | 10月24日        | 放送事故のため集計できず（詳細は#備考の節を参照） | 放送事故のため集計できず（詳細は#備考の節を参照） | 放送事故のため集計できず（詳細は#備考の節を参照） | 放送事故のため集計できず（詳細は#備考の節を参照） | 放送事故のため集計できず（詳細は#備考の節を参照） | 放送事故のため集計できず（詳細は#備考の節を参照）                         | 放送事故のため集計できず（詳細は#備考の節を参照） |
| Q8  | 10月25日        | 日本は男性に有利な世の中だなあと思う?             | YES                                               | NO                                                | NO （48 - 52）                                    | 1248人                                            | 情熱の薔薇                                                                | 男女平等度ランキングで日本が135ヶ国中101位 |
| Q9  | 10月25日        | 「結婚」っていいものだ…とあなたは思ってる?        | YES                                               | NO                                                | YES （73 - 27）                                   | 2015人                                            | CAN YOU CELEBRATE?                                                        | ドラマ『結婚しない』3話目放送 |
| Q10 | 10月29日        | 知事の任期途中での辞任って無責任だと思う?         | YES                                               | NO                                                | YES （57 - 43）                                   | 1017人                                            | スリラー                                                                  | 石原慎太郎が東京都知事を任期途中で辞任 |
| Q11 | 10月30日        | ハロウィン楽しんじゃう日本人ってヘンだと思う?     | YES                                               | NO                                                | NO （41 - 59）                                    | 1222人                                            | スリラー                                                                  | 日付上はハロウィン当日 |
| Q12 | 10月31日        | 仮装やコスプレ…ぶっちゃけ好き?                    | YES                                               | NO                                                | YES （56 - 44）                                   | 1017人                                            | スリラー                                                                  | 放送日時上はハロウィン当日 |
| Q13 | 11月1日         | 年賀状はハガキよりもメールで十分だと思う?         | YES                                               | NO                                                | NO （31 - 69）                                    | 1069人                                            | スリラー                                                                  | 年賀状発売開始 |
| Q14 | 11月1日         | なんだかんだ言って「深夜番組」が好き?             | YES                                               | NO                                                | YES （95 - 5）                                    | 764人                                             | 帰ってほしいの                                                            | 番組放送開始から3週間経過 |
| Q15 | 11月5日         | この人こそ総理大臣に!…という人がいますか?         | YES                                               | NO                                                | NO （46 - 54）                                    | 1259人                                            | さよなら人類                                                              | 世論調査で第3次野田内閣の支持率が野田政権過去最低を記録 |
| Q16 | 11月6日         | 「日本の学力」は年々低下していると思う?           | YES                                               | NO                                                | YES （79 - 21）                                   | 1196人                                            | さよなら人類                                                              | 田中眞紀子文部科学大臣による大学不認可問題 |
| Q17 | 11月7日         | 日本のトップは国民が直接選びたい?                 | YES                                               | NO                                                | YES （91 - 9）                                    | 1197人                                            | さよなら人類                                                              | 直接選挙である2012年アメリカ合衆国大統領選挙が実施 |
| Q18 | 11月8日         | 日本という国は世界で「負け組」になってる?         | YES                                               | NO                                                | NO （49 - 51）                                    | 1319人                                            | さよなら人類                                                              | 2012年度上半期の経常収支において黒字額が減少 |
| Q19 | 11月8日         | プレゼント…あげるのともらうのどっちが好き?        | あげる                                            | もらう                                            | あげる （51 - 49）                                | 1877人                                            | プレゼント （JITTERIN'JINN）                                              | 吉田沙保里が国民栄誉賞受賞 希望していた「金真珠のペンダント」を貰う                                                                                                   |
| Q20 | 11月12日        | 年内解散で総選挙ってあなたは関心ある?             | YES                                               | NO                                                | YES （56 - 44）                                   | 1327人                                            | スター・ウォーズのテーマ                                                  | 野田佳彦首相が年内解散・年明け総選挙を示唆 |
| Q21 | 11月13日        | 好きな人のことをネットで色々調べたことある?       | YES                                               | NO                                                | YES （56 - 44）                                   | 1351人                                            | ライディーン                                                              | ストーカー警告が過去最多 逗子ストーカー殺人事件にて犯人が被害者の情報をネットで調べたことが発覚                                                                       |
| Q22 | 11月14日        | 民主党政権になったとき正直すごく期待していた?     | YES                                               | NO                                                | YES （51 - 49）                                   | 1601人                                            | スター・ウォーズのテーマ                                                  | 民主党の野田首相が翌々日の11月16日に衆議院を解散すると発言 |
| Q23 | 11月15日        | 日本はまだまだ中国に負けていないと思う?           | YES                                               | NO                                                | YES （86 - 14）                                   | 1671人                                            | スター・ウォーズのテーマ                                                  | 習近平が中国共産党中央委員会総書記に就任 |
| Q24 | 11月15日        | クリスマスイブ…一緒に過ごす人は決まっている?      | YES                                               | NO                                                | NO （49 - 51）                                    | 2500人                                            | エレクトリカルパレード のテーマ                                           | クリスマスイブまでおよそ1か月 東京スカイツリーがクリスマスライトアップを開始                                                                                          |
| Q25 | 11月19日        | あなたはスカイツリーと東京タワー どっちが好き?    | スカイツリー                                      | 東京タワー                                        | 東京タワー （32 - 68）                            | 1476人                                            | ぼくがつくった愛のうた 〜いとしのEmily〜                                  | 東京スカイツリー開業から半年 東京タワー開業から54年 |
| Q26 | 11月20日        | 総選挙…投票するときに重視するのはどっち?          | 政策                                              | キャラ                                            | 政策 （78 - 22）                                  | 1417人                                            | ぼくがつくった愛のうた 〜いとしのEmily〜                                  | 第46回衆議院議員総選挙まで残り26日 13政党が乱立する選挙戦に |
| Q27 | 11月21日        | あなたは毎日の生活で「景気が悪い」と実感する?     | 実感する                                          | 実感しない                                        | 実感する （67 - 33）                              | 1149人                                            | ぼくがつくった愛のうた 〜いとしのEmily〜                                  | 安倍晋三が日銀金融緩和政策を自由民主党の政権公約に盛り込む TPPの協議推進が問題に 日中韓FTAの交渉スタート                                                              |
| Q28 | 11月22日        | いじめをなくす方法って必ず何かあると思う?         | ある                                              | ない                                              | ない （44 - 56）                                  | 1660人                                            | ぼくがつくった愛のうた 〜いとしのEmily〜                                  | 文部科学省がいじめに対する緊急調査を行い 今年度のいじめ件数が昨年度から倍増したことを発表                                                                             |
| Q29 | 11月22日        | いい夫婦になるためにより必要なのはどっち?         | 愛情                                              | 経済力                                            | 愛情 （74 - 26）                                  | 2646人                                            | 小さな恋のうた                                                            | 放送日時上は「いい夫婦の日」 |
| Q30 | 11月26日        | もし4億円が当たったらあなたは仕事を辞める?        | 辞める                                            | 辞めない                                          | 辞めない （35 - 65）                              | 1740人                                            | マイライフ （天達武史リクエスト）                                         | 1等賞金4億円の年末ジャンボ宝くじが発売 |
| Q31 | 11月27日        | 総選挙…今あなたがより注目している政策は?          | 原発政策                                          | 経済政策                                          | 経済政策 （21 - 79）                              | 1674人                                            | LOVEずっきゅん （谷菜々子リクエスト）                                     | 民主党のマニフェストが発表 脱原発を柱とする日本未来の党が結成 |
| Q32 | 11月28日        | あなたが仕事を選ぶとき より大切にするものは?      | 給料                                              | やりがい                                          | やりがい （36 - 64）                              | 1561人                                            | オレンジ                                                                  | イチローが年俸大幅ダウンするもニューヨーク・ヤンキースへの残留を決意 石川遼がキャロウェイゴルフと8億5000万円の契約を結ぶことを発表 大卒の就職内定率が未だ厳しい水準に |
| Q33 | 11月29日        | 街中のイルミネーション 節電の冬にどうすべき?      | 節電すべき                                        | 点灯すべき                                        | 点灯すべき （32 - 68）                            | 1777人                                            | Sho-Jo-Ji                                                                 | クリスマスまで残り26日 各電力会社で電気料金の値上げが行われる |
| Q34 | 11月29日        | あなたの行動や性格…例えるならどっち?              | 肉食系                                            | 草食系                                            | 草食系 （46 - 54）                                | 2244人                                            | 虹                                                                        | 放送日時上は「いい肉の日」 |
| Q35 | 12月3日         | 「ワイルドだろぉ?」ってあなたは使った事ある?      | 使った                                            | 使ってない                                        | 使った （64 - 36）                                | 1642人                                            | ワイルド アット ハート                                                    | 今年の新語・流行語大賞でスギちゃんの「ワイルドだろぉ」が年間大賞を受賞                                                                                                |
| Q36 | 12月4日         | 衆院選…この党がいい!って政党がありますか?         | ある                                              | ない                                              | ない （37 - 63）                                  | 1791人                                            | オリーブの首飾り （牧原俊幸リクエスト）                                   | 第46回衆議院議員総選挙が公示 |
| Q37 | 12月5日         | あなたは親の生き方を誇らしく思っている?           | 思ってる                                          | 思ってない                                        | 思ってる （76 - 24）                              | 1896人                                            | 家族になろうよ                                                            | 18代目中村勘三郎が57歳で死去 |
| Q38 | 12月6日         | あなたが音楽を買うならどっちで購入しますか?       | CD                                                | ダウンロード                                      | CD （70 - 30）                                    | 1733人                                            | ベイビー・アイラブユー （Che'Nelleによるカバー版） （加藤綾子リクエスト） | 放送日時上は「音の日」 トーマス・エジソンが蓄音機を発明してから135年                                                                                                  |
| Q39 | 12月6日         | 年末年始の過ごし方…好きなのはどっちの方?          | 家でゆっくり                                      | 旅行に行く                                        | 家でゆっくり （88 - 12）                          | 2600人                                            | 女々しくて                                                                | 2013年まで残り26日 今年の年末年始旅行者が3000万人を突破することが発表                                                                                                 |
| Q40 | 12月10日        | 禁止されている「ネットでの選挙運動」は解禁すべき? | 解禁すべき                                        | 禁止すべき                                        | 解禁すべき （71 - 29）                            | 1642人                                            | ウィーアー! (ONE PIECE初代OP)                                             | 第46回衆議院議員総選挙まで残り6日 公職選挙法で禁止されている「ネット上での選挙運動」の是非が話題に                                                                    |
| Q41 | 12月11日        | 「言葉が出ないぐらい感動した」ことがある?         | 感動した                                          | 感動してない                                      | 感動した （70 - 30）                              | 1685人                                            | Believe (ONE PIECE 2代目OP)                                               | 山中伸弥教授がノーベル生理学・医学賞の授賞式に出席 「言葉が出ないぐらい感動した」と感想を述べる                                                                       |
| Q42 | 12月12日        | 今年を表す漢字「金」ってピンとくる?               | ピンとくる                                        | ピンとこない                                      | ピンとこない （25 - 75）                          | 1782人                                            | ヒカリへ (ONE PIECE 3代目OP)                                              | 放送日時上は漢字の日 今年の漢字が金メダル、金環日食などの「金」に決定                                                                                                 |
| Q43 | 12月13日        | 自分の一票で日本の未来って変わると思ってる?       | 変わる                                            | 変わらない                                        | 変わらない （46 - 54）                            | 1813人                                            | Share The World (ONE PIECE 11代目OP)                                      | 第46回衆議院議員総選挙まで残り3日 |
| Q44 | 12月13日        | 「仲間」と呼べる友達があなたにはいますか?         | いる                                              | いない                                            | いる （81 - 19）                                  | 2572人                                            | Fight Together (ONE PIECE 14代目OP)                                       | ONE PIECE FILM Z公開まで残り2日 |
| Q45 | 12月17日        | 今回の総選挙…みんなの投票の決め手はどっち?        | 今後の期待                                        | 過去の不満                                        | 今後の期待 （54 - 46）                            | 2834人                                            | 恋人がサンタクロース                                                      | 前日に第46回衆議院議員総選挙が実施 自民党が大勝、第三極が躍進し、民主党が歴史的大敗を喫す 投票率が戦後最低を記録 東京都知事に猪瀬直樹氏が当選                         |
| Q46 | 12月18日        | 年末の忘年会のお誘い…あなたは正直どう思う?        | 嬉しい                                            | 面倒くさい                                        | 嬉しい （59 - 41）                                | 3187人                                            | クリスマス・イブ                                                          | 2012年が終わるまで残り13日 忘年会シーズンに突入 |
| Q47 | 12月19日        | 2020年東京五輪が実現してほしいと思う?             | 思う                                              | 思わない                                          | 思う （74 - 26）                                  | 2862人                                            | ボレロ〜Passion on Ice （松村未央リクエスト）                             | 猪瀬東京都知事がオリンピック招致に意欲 |
| Q48 | 12月20日        | 2012年を振り返るとどっちかと言われたら?           | 幸せだった                                        | つらかった                                        | 幸せだった （56 - 44）                            | 7542人                                            | 恋人たちのクリスマス                                                      | 「今年最後ももちろん生放送スペシャル」 2012年が終わるまで残り11日 年内最後の放送                                                                                      |
| Q49 | 2013年 1月8日   | 2013年の日本の景気 きっと良くなると思う?          | 良くなる                                          | 良くならない                                      | 良くなる （58 - 42）                              | 2269人                                            | 「New Yearに聞きたい曲」 Rising Sun                                       | 2013年最初の放送 安倍晋三首相が日本経済再生本部を設置・初会合を実施                                                                                                   |
| Q50 | 1月9日          | 学校で体罰を受けた経験 あなたにはありますか?      | ある                                              | ない                                              | ある （56 - 44）                                  | 3169人                                            | メリー・クリスマス・ ミスター・ローレンス                                 | 大阪府の高校で部活の男子顧問から体罰を受けた男子生徒が自殺し問題に |
| Q51 | 1月10日         | 今年は絶対○○するぞ!って目標がありますか?          | ある                                              | ない                                              | ある （79 - 21）                                  | 3379人                                            | 「New Yearに聞きたい曲」 Happiness 完全マイウェイ                         | 「2013年も生放送で生投票SP」 2013年が始まって10日 |
| Q52 | 1月14日         | 成人と未成年…あなたはどっちが幸せだと思う?        | 成人                                              | 未成年                                            | 成人 （58 - 42）                                  | 2570人                                            | 「みんなに聞かせたい私の1曲」 ふりそでーしょん                            | 放送日時上は成人の日 122万人の新成人が誕生 新成人の9割が「将来に不安」と回答                                                                                          |
| Q53 | 1月15日         | 雪が積もると…あなたはどちらかと言うなら?          | ワクワクする                                      | ウンザリする                                      | ワクワクする （62 - 38）                          | 3009人                                            | 「みんなに聞かせたい私の1曲」 雪の音                                      | 前日に都心で7年ぶりの積雪 公共交通機関のストップなど首都圏で大混乱が発生                                                                                              |
| Q54 | 1月16日         | この1年間にあなたは映画館で映画を見た?            | 見た                                              | 見ていない                                        | 見た （69 - 31）                                  | 2891人                                            | メリー・クリスマス・ ミスター・ローレンス                                 | 映画監督の大島渚が死去 40年間で映画館の入場者数が減少 |
| Q55 | 1月17日         | 大震災が起きた時のこと リアルに想定している?      | している                                          | していない                                        | していない （46 - 54）                            | 4436人                                            | Anywhere Is                                                               | 阪神・淡路大震災の発生から18年 |
| Q56 | 1月21日         | あなたの理想の住まいは買う?それとも借りる?        | 持ち家派                                          | 賃貸派                                            | 持ち家派 （82 - 18）                              | 2796人                                            | 「みんなに聞かせたい私の1曲」 Dream Fighter                               | 自民党が住宅ローン減税を4年間延長する方針を固める |
| Q57 | 1月22日         | アルジェリアがある位置 世界地図で指せますか?      | 指せる                                            | 指せない                                          | 指せない （47 - 53）                              | 2739人                                            | Storms in Africa                                                          | アルジェリア人質事件にて日本人7人が殺害、3人が安否不明に |
| Q58 | 1月23日         | 景気をよくするために…物価2%上昇するのは?          | よいと思う                                        | やめて欲しい                                      | よいと思う （51 - 49）                            | 2768人                                            | みんなに聞かせたい私の1曲」 福笑い                                        | 金融政策政策決定会合でデフレ脱却のため物価を2%上昇させることを決定 |
| Q59 | 1月24日         | 傷つくくらいなら恋しなきゃよかった?               | はい                                              | いいえ                                            | いいえ （30 - 70）                                | 14210人                                           | 「みんなに聞かせたい私の1曲」 CHE.R.RY サヨナラ                           | mixiとの連動がスタート |
| Q60 | 1月28日         | 安倍首相の所信表明演説 ちゃんとチェックする?      | する                                              | しない                                            | する （51 - 49）                                  | 2383人                                            | 「ちょっと懐かしい思い出の1曲」 人にやさしく                              | 通常国会が始まる 安倍首相が国会で所信表明演説を行う |
| Q61 | 1月29日         | ネット上で中傷されたり仲間外れにされた事は?       | ある                                              | ない                                              | ない （26 - 74）                                  | 2411人                                            | 「ちょっと懐かしい思い出の1曲」 木蘭の涙                                  | 自民党がネット上の書き込みや中傷も「いじめ」として認める「いじめ防止対策基本法案」の議論を開始                                                                        |
| Q62 | 1月30日         | 学校や指導する現場から体罰はなくなると思う?       | なくなる                                          | なくならない                                      | なくならない （17 - 83）                          | 2576人                                            | 「ちょっと懐かしい思い出の1曲」 硝子の少年                                | 柔道女子代表選手が指導中に暴力を受けたとして日本オリンピック委員会に告発文を提出し問題に                                                                              |
| Q63 | 1月31日         | 会社の就職や採用にコネってあり?                   | はい                                              | いいえ                                            | はい （60 - 40）                                  | 6977人                                            | 「ちょっと懐かしい思い出の1曲」 ガッツだぜ!! 星になれたら                 | 大学生の就職活動が本格化 |
| Q64 | 2月4日          | 歌舞伎を生で見たい!とあなたは思ってますか?        | 思う                                              | 思わない                                          | 思う （73 - 27）                                  | 2613人                                            | ONLY TIME                                                                 | 歌舞伎俳優の市川團十郎が死去 |
| Q65 | 2月5日          | 「責任を取る」ことは本当はどっちだと思う?         | 辞める                                            | 反省して続ける                                    | 反省して続ける （39 - 61）                        | 2723人                                            | 「ちょっと懐かしい思い出の1曲」 未来へ                                    | 徳田毅国交省政務官が女性問題の責任を取り辞任 柔道女子代表暴力問題で監督・全日本柔道連盟理事・コーチが辞任                                                             |
| Q66 | 2月6日          | いつか尖閣で軍事衝突?リアルに危機を感じる?        | 感じる                                            | それほどでも…                                     | 感じる （70 - 30）                                | 3168人                                            | 「ちょっと懐かしい思い出の1曲」 Winter,again                              | 尖閣諸島沖で中国船が自衛艦に対し射撃レーダーを照射し問題に |
| Q67 | 2月7日          | 大好きなアイドルでも自由に恋愛していい?           | はい                                              | いいえ                                            | はい （83 - 17）                                  | 8927人                                            | ボレロ〜Passion on Ice さくらんぼ                                         | 峯岸みなみ（AKB48）が男性との外泊を週刊誌で報道される その責任を取り丸刈りになったことが世界中で話題に                                                                |
| Q68 | 2月11日         | 街中の防犯カメラ…もっと増やすほうが良い?          | そう思う                                          | そう思わない                                      | そう思う （72 - 28）                              | 2941人                                            | ロマンスの神様                                                            | 遠隔操作ウイルス事件にて容疑者を逮捕 街中の防犯カメラに容疑者が映っていたことが決め手に                                                                               |
| Q69 | 2月12日         | 北朝鮮の「核の脅威」 どう対応したらいい?          | 強気に                                            | 冷静に                                            | 冷静に （48 - 52）                                | 3482人                                            | Only If                                                                   | 北朝鮮が3度目となる核実験を実施（北朝鮮核問題） |
| Q70 | 2月13日         | 五輪では日本が強い競技しか興味ない?               | そんな事ない                                      | 興味ない                                          | そんな事ない （79 - 21）                          | 2863人                                            | ラブリーベイベー                                                          | 2020年夏季オリンピックにて、アマチュアレスリングが実施競技から外れる候補に入る                                                                                        |
| Q71 | 2月14日         | 本命チョコは…手作りに限る?                        | はい                                              | いいえ                                            | はい （51 - 49）                                  | 7905人                                            | バレンタイン・キッス チョコレイト・ディスコ                               | 放送日時上はバレンタインデー |
| Q72 | 2月18日         | 自分で撮った画像や映像 サイトにUPした事が?        | ある                                              | ない                                              | ある （53 - 47）                                  | 3008人                                            | 「心が温まるあなたの思い出の1曲」 Brave                                   | ロシア連邦のチェリャビンスク州に隕石が落下（2013年チェリャビンスク州の隕石落下を参照） 隕石が落下する瞬間の映像が動画投稿サイトに多数アップロードされる               |
| Q73 | 2月19日         | コメや野菜…値段と産地 どっちの方が気になる?       | 値段                                              | 産地                                              | 産地 （45 - 55）                                  | 3096人                                            | 「心が温まるあなたの思い出の1曲」 空も飛べるはず                          | 産業競争力会議にて、安倍首相が農業の輸出力を強化する考えを強調 |
| Q74 | 2月20日         | 難しい入学と難しい卒業 どっちの方がいい?          | 難しい入学                                        | 難しい卒業                                        | 難しい卒業 （41 - 59）                            | 3067人                                            | 「心が温まるあなたの思い出の1曲」 守ってあげたい                          | 大学入試シーズンに突入 |
| Q75 | 2月21日         | 初恋の人に…また会ってみたい?                      | はい                                              | いいえ                                            | はい （64 - 36）                                  | 14140人                                           | 「心が温まるあなたの思い出の1曲」 L-O-V-E Kiss you                        | バレンタインデーから1週間 |
| Q76 | 2月25日         | タイプでなかったのに恋に落ちたことがある?         | はい                                              | いいえ                                            | はい （75 - 25）                                  | 9628人                                            | supernova （鈴木ちなみリクエスト）                                        | 4夜連続特番『恋愛は科学だ!』と連動した「恋愛ウィーク」第一夜 |
| Q77 | 2月26日         | 付き合う以上結婚は考えている?                     | はい                                              | いいえ                                            | はい （68 - 32）                                  | 9612人                                            | je t'aime★je t'aime （山本美月リクエスト）                                | 4夜連続特番『恋愛は科学だ!』と連動した「恋愛ウィーク」第二夜 |
| Q78 | 2月27日         | どうせ別れるならあなたはどっちがいい?             | フる                                              | フラれる                                          | フる （52 - 48）                                  | 10105人                                           | All My Life （SHELLYリクエスト）                                          | 4夜連続特番『恋愛は科学だ!』と連動した「恋愛ウィーク」第三夜 |
| Q79 | 2月28日         | 恋は始めるもの?始まるもの?                        | 始めるもの                                        | 始まるもの                                        | 始まるもの （35 - 65）                            | 7248人                                            | ベイビー・アイラブユー （LiLiCoリクエスト） ラブストーリーは突然に        | 4夜連続特番『恋愛は科学だ!』と連動した「恋愛ウィーク」第四夜 |
| Q80 | 3月4日          | 春が近いなって思うニュースはどっち?               | 春一番                                            | 花粉症                                            | 春一番 （54 - 46）                                | 3560人                                            | 「心が温まるあなたの思い出の1曲」 日曜日                                  | 3月1日に春一番が観測 花粉症の季節に突入 |
| Q81 | 3月5日          | もし賃金が上がったらそのお金はどうする?           | 使う                                              | 貯める                                            | 貯める （45 - 55）                                | 3749人                                            | 「フジテレビ サッカー中継テーマソング」 アイーダ                          | ローソンとセブン&アイ・ホールディングスが4月からの賃金を上げることを発表                                                                                              |
| Q82 | 3月6日          | サクラが似合うのは…卒業式?入学式?                 | 卒業式                                            | 入学式                                            | 入学式 （27 - 73）                                | 3630人                                            | 「心が温まるあなたの思い出の1曲」 どんなときも。                          | 卒業式&入学式シーズンに 春本番の陽気に 河津桜が満開 |
| Q83 | 3月7日          | スポーツ あなたは見る派?やる派?                   | 見る派                                            | やる派                                            | 見る派 （51 - 49）                                | 10140人                                           | サウスポー アイーダ                                                       | ワールド・ベースボール・クラシックが開催 アルガルヴェ・カップが開催                                                                                                   |
| Q84 | 3月11日         | 東日本大震災を機に人生観が変わった?               | そう思う                                          | そう思わない                                      | そう思う （69 - 31）                              | 3823人                                            | 「新しい門出を迎える友達に贈る曲」 YELL〜エール〜                         | 東日本大震災から2年 |
| Q85 | 3月12日         | 買い物をするとき…どっちで払う事が多い?            | 現金で                                            | 現金以外で                                        | 現金で （73 - 27）                                | 3790人                                            | アイーダ                                                                  | 放送上は「財布の日」 |
| Q86 | 3月13日         | WBC…日本は3連覇すると思う?                        | そう思う                                          | そう思わない                                      | そう思う （69 - 31）                              | 3488人                                            | 「新しい門出を迎える友達に贈る曲」 SAKURA                                 | 第3回WBCで日本が決勝ラウンド進出 決勝戦が行われるサンフランシスコへ代表が到着                                                                                         |
| Q87 | 3月14日         | 自分を成長させてくれる そんな存在はどっち?        | ライバル                                          | 親友                                              | ライバル （60 - 40）                              | 8230人                                            | 「新しい門出を迎える友達に贈る曲」 友達に贈る歌 ボレロ〜Passion on Ice    | 2013年世界フィギュアスケート選手権が開幕 |
| Q88 | 3月18日         | 人生の大勝負…最後に左右するのはどっち?            | 努力                                              | 運                                                | 努力 （53 - 47）                                  | 6024人                                            | 「新しい門出を迎える友達に贈る曲」 さくら                                 | 世界フィギュアスケート選手権にてキム・ヨナが優勝、浅田真央が3位入賞 WBCで日本が準決勝敗退し3連覇を逃す                                                                |
| Q89 | 3月19日         | 日本って美しい国だと思うのはどちらの季節?         | 桜                                                | 紅葉                                              | 桜 （77 - 23）                                    | 5826人                                            | 「新しい門出を迎える友達に贈る曲」 桜                                     | 続々と桜の開花が観測 全国各地で夏日を観測 |
| Q90 | 3月20日         | なんだかんだ言って日本はいい国だと思う?           | そう思う                                          | 思わない                                          | そう思う （90 - 10）                              | 6090人                                            | 「新しい門出を迎える友達に贈る曲」 ツバサ                                 | 侍ジャパンが帰国 全国各地でお花見ムードに |
| Q91 | 3月21日         | 今のテレビはつまらないと思う?                     | つまらない                                        | 面白い                                            | つまらない （81 - 19）                            | 64028人                                           | 「新しい門出を迎える友達に贈る曲」 笑えれば Locked Out of Heaven          | 番組最終回 半年間で約30万人の投票が集まる |

## 同時ネット局
| 放送対象地域   | 放送局                | 系列           | 放送日時                                     | 放送期間                       |
| -------------- | --------------------- | -------------- | -------------------------------------------- | ------------------------------ |
| 関東広域圏     | フジテレビ （制作局） | フジテレビ系列 | 月曜 - 水曜 24:35 - 24:40 木曜 24:35 - 24:45 | 2012年10月15日 - 2013年3月21日 |
| 宮城県         | 仙台放送              | フジテレビ系列 | 月曜 - 水曜 24:35 - 24:40 木曜 24:35 - 24:45 | 2012年10月15日 - 2013年3月21日 |
| 岡山県・香川県 | 岡山放送              | フジテレビ系列 | 月曜 - 水曜 24:35 - 24:40 木曜 24:35 - 24:45 | 2012年10月15日 - 2013年3月21日 |

## 備考
- 2012年10月24日の放送では、機器不具合のため複数の放送事故が発生[1]。番組冒頭15秒間に音声と映像がストップし、最初の質問が放送されなかったほか、番組終了間際の30秒間に流す投票結果を示す映像を、前日の投票結果と取り違えた。翌25日の放送冒頭で杏梨が謝罪した後、24日に出題予定だった質問を再度実施した。
- 放送時期によっては、背景映像や投票画面を以下のようなスタイルに変えることがあった。同年10月29日から11月1日までの投票はハロウィンバージョンとして杏梨の衣装がコウモリ風に、通常は青（A）と赤（B）の選択肢が紫（A）と橙（B）になり、その他映像もハロウィン風になった。

| テーマ       | 概要 |
| ------------ | --- |
| ハロウィン   | 杏梨の衣装がコウモリ風に、通常は青（A）と赤（B）の選択肢が紫（A）と橙（B）に、投票完了時に画面がひび割れる演出など。                             |
| クリスマス   | 杏梨の衣装がサンタクロース風に。また、同年12月17日からは20日までは選択肢が緑（A）と赤（B）のクリスマスカラーになり、映像もクリスマス風になった。 |
| 冬           | 工場内に氷柱ができる。冷気に雪の結晶が混じる。                                                                                                   |
| バレンタイン | チョコ色の「Happy Valentine」の垂れ幕やハート型の溶鉱炉の窓。                                                                                    |
| 雛祭り       | お内裏様とお雛様が登場。 |

- 番組内でプレゼント企画が実施されたこともあり、時間内に投票した人全員にプレゼントへの応募権が与えられた。
- 同年12月10日からは13日までは同年12月15日に公開される『ONE PIECE FILM Z』とのコラボ企画として、投票者に対するONE PIECEグッズのプレゼントのほか、BGMにはアニメ版で使われたオープニングテーマが使われた。

## 主要スタッフ
- 企画・演出 - 岸勇希、Bascule
- 制作協力 - BASCULE GO!、クリーク・アンド・リバー社
- 技術協力 - eath
- 協力 - 産經新聞社、産經デジタル
- プロデューサー - 小林登、戸塚晶久、西村陽次郎
- 制作著作 - フジテレビ